# Rockabilly

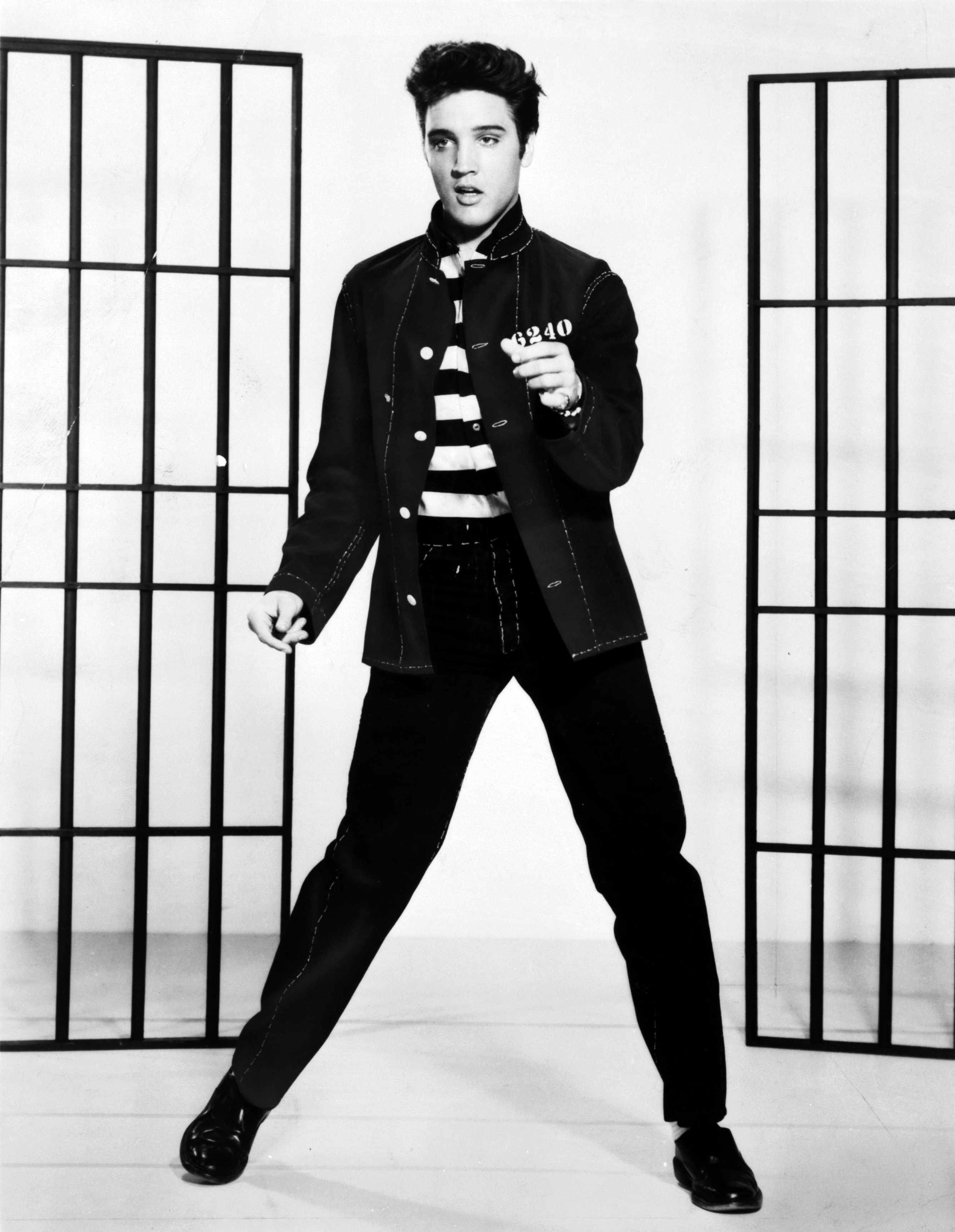
Elvis Presley

De term "rockabilly" is een samentrekking van de muziekstijlen rock-'n-roll en hillbilly en werd voor het eerst in de media gebruikt in een Billboard-bespreking van de Ruckus Tyler-plaat "Rock Town Rock" in 1956.
Verder gaat nog het verhaal, dat eerder dan 1956 is gedateerd, dat de broers Dorsey en Johnny Burnette allebei een zoon kregen, genaamd Billy en Rocky. Door deze twee namen te combineren kwam er Rockybilly uit. Omdat deze benaming niet lekker in de mond lag, is de term aangepast naar Rockabilly.

## De muziek
Rockabilly is ontstaan in de vroege jaren 50, met wortels  in de jaren 40. Arthur Crudup nam in 1946 zijn zelfgeschreven nummer That's All Right op, dat in 1954 in een snellere versie door Elvis Presley tot hit zou worden gemaakt, overigens zonder royalty's af te dragen. Met zijn allereerste opnames bij Sun Records transformeerde hij de stijl   tot een muziekstroming die aansloeg bij een breed publiek.
De term rockabilly was goed gekozen, want het betreft hier een stijl die inderdaad de rock-'n-roll combineert met hillbilly (of countrymuziek), zwarte ritmiek met blanke melodieën.
In de jaren 50 werd de term echter niet intens gebruikt. Het viel toen allemaal onder de noemer rock-'n-roll. Ondertussen wordt het onderscheid wél gemaakt en doelt rock-'n-roll op de meer commerciële en meer als rhythm and blues klinkende muziek, waar rockabilly duidelijk een grotere country en western invloed heeft en zich meer in de obscuriteit verstopt.
Belangrijkste kenmerken van de rockabilly zijn het fingerpicking gitaarspel en de "dubbele slap" op de contrabas. De songstructuur baseert zich voornamelijk op het standaard 12 maten-bluesschema.
Oorspronkelijk bevatte deze muziek geen drums en gaf de contrabas het ritme aan. Maar tegen 1956 waren drums al algemeen aanvaard.

## De muzikanten
De bekendste rockabilly-artiesten uit de jaren 50 zijn de genoemde Elvis Presley (“That's All Right Mama”), Carl Perkins (“Blue Suede Shoes”), Buddy Holly ("That'll Be the Day"), Billy Lee Riley (“Flyin’ Saucers Rock’n’Roll”), Gene Vincent ("Be-Bop-A-Lula"), Eddie Cochran ("Summertime Blues"), Johnny Cash (“Get Rhythm”) en Roy Orbison (“Ooby Dooby”). Ook Jerry Lee Lewis heeft met "Great Balls of Fire" en "Whole Lotta Shakin' Goin' On" invloeden van rockabilly. De bekendste vrouwelijke rockabilly-artiesten waren Wanda Jackson en Janis Martin. Daarnaast speelden diverse kindsterren, zoals Brenda Lee en The Collins Kids, een rol in de ontwikkeling van de rockabillymuziek.
De meeste rockabilly-artiesten waren blanken die probeerden zwarte muziek te integreren in hun liedjes. Sommigen groeiden later uit tot welbekende country- en popsterren. Eind jaren 50 verloor rockabilly snel aan populariteit omdat ze overvleugeld werd door de commerciëlere rock-'n-roll en in de jaren 60 door de opkomst van de beat- en popmuziek.

## Revival
In de jaren 70, met name na (of mogelijk als gevolg van) het overlijden van Elvis Presley, kreeg men opnieuw belangstelling voor muziek van twee decennia eerder. Er vond een heuse rock-'n-roll- ofwel rockabilly-revival plaats, met als bekendste artiesten Stray Cats (waarin gitarist Brian Setzer speelde), Crazy Cavan & The Rhythm Rockers, Matchbox, Robert Gordon en Shakin’ Stevens. Deze opleving is mogelijk te verklaren uit het verlangen naar ongecompliceerde en spontane muziek, dat ook bij de gelijktijdige opkomst van de punk een rol speelde. 

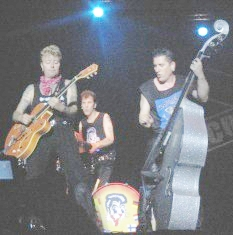
Stray Cats

## Psychobilly
Eind jaren 1970 volgde uit de rockabilly een nieuwe stroming, psychobilly genaamd, die rockabilly met punk combineert.